# Вольта (водосховище)

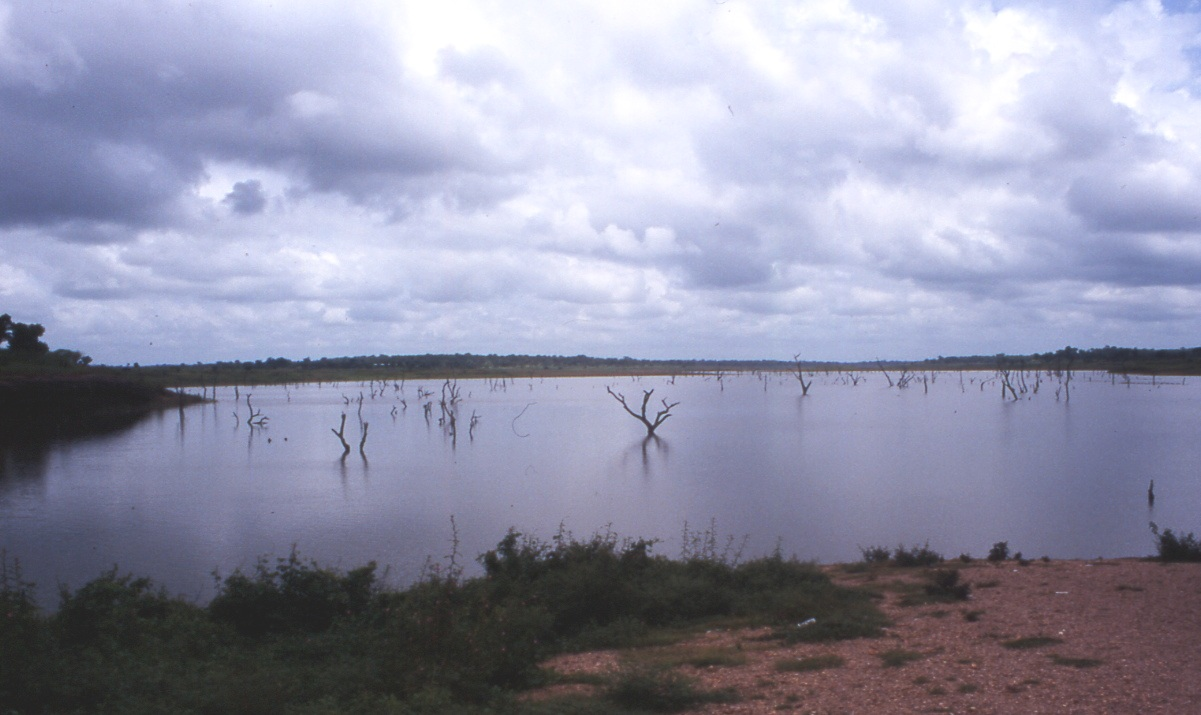
Найбільше в Африці і світі водосховище Вольта

7°24′ пн. ш. 0°12′ сх. д. / 7.4° пн. ш. 0.2° сх. д.
Вольта (6°30′ пн. ш. 0°0′ зх. д. / 6.500° пн. ш. -0.000° сх. д.) — найбільше в Африці і світі водосховище площею 8,5 тис. км².
У 1961—1965 рр. поблизу міста Акосомбо (Гана) в місці злиття річок Чорна Вольта і Біла Вольта у вузькій ущелині була побудована гребля ГЕС Акосомбо. В результаті після заповнення водосховище займає 3,6 % площі Гани. Нижче ГЕС розташована річка Вольта, що тече у Атлантичний океан.
Довжина водосховища з півночі на південь — 400 км, берегова лінія — понад 7 тис. км. Об'єм водосховища 148 км², середня глибина 18 м, максимальна — 80 м. Висота над рівнем моря — 85 м, площа водозбору — 385 тис. км².. Розвинене рибальство.
На берегах водосховища проживає понад 5,5 млн людей.
У 1964, 1966 і 1969 рр. спостерігалися землетруси, які пов'язують із заповненням водосховища.